# 사회당 (포르투갈)
사회당(社會黨, 포르투갈어: Partido Socialista)은 포르투갈의 사회민주주의 정당이다. 1973년 4월 19일, 망명중이던 독일 바드 뮌스터아이펠에서 포르투갈 사회주의자 행동을 중심으로 창당했다. 소아르스와 구테흐스등이 총리를 역임했으며, 2011년 총선에서 크게 패배해 230석중 97석을 얻는 데 그쳐, 제1야당이 되었으며, 2015년 총선에 전 총리인 사회민주당의 당수인 페드루 파수스 코엘류에게 230석중 86석으로 크게 승리하여 집권 여당이 되었다. 안토니우 코스타가 포르투갈의 총리에 선출되면서 여당을 유지하고 있다. 사회민주당과 함께 포르투갈에서 거대한 규모의 양당제 정당을 유지하고 있다.
사회당은 사회주의 인터내셔널과 유럽 사회당의 회원정당이다.

## 역사
사회당 창당 이전 그 뿌리가 된 여러 조직과 정당이 있었다. 가장 오래된 사회주의 정당은 아제두 그네쿠, 안테루 드 켄탈, 주제 폰타나 등이 창당한 포르투갈 사회당이었다. 마누엘 드 올리베이라 고메스 다 코스타의 군사 쿠데타이후 모든 정당이 금지되면서 사회주의 운동조직은 탄압속에 거의 해산되었다. 이스타두 노부에 저항하는 여러 정당들이 생겨났지만 곧 사라졌다. 사회주의 행동 (1942-44)과 독립사회당 (1944), 사회연합 (1944-50), 노동자당 (1947), 사회주의 전선 (1950-54)등 이 그런 저항 정당에 해당한다.
사회당 창당에 있어서 가장 중요한 조직 중의 하나는 1964년 제네바에서 건설된 마리우 소아르스의 포르투갈 사회주의 행동이다. 사회주의 행동은 비밀리에 포르투갈과의 연락망을 구축하는 한편, 국제사회주의 정당과의 관계를 발전시켰고, 1967년《포르투갈 사회주의자》를 발간했으며, 1972년 사회주의 인터내셔널의 회원정당이 되었다. 포르투갈 사회주의 행동은 사회주의 인터내셔널과 독일 사회민주당, 사민당 관련 정치재단인 프리드리히 에버트 재단의 지원을 받아 1973년 4월 19일 서독 바트 뮌스터아이펠의 "안 데어 라우쉔"에서 포르투갈 사회당을 창당한다. 창당대회에서 만장일치로 마리우 소아르스가 당 지도자로 선출되었다.
1974년 카네이션 혁명에서 역할을 하지 않았으나 1975년 포르투갈 입법선거에서 처음으로 의석을 얻은 이후 간부정당에서 대중정당으로 발전하게 된다. 이후 사회당은 사회민주주의를 뿌리내리는데 중요한 역할을 한다.
2005년부터 사회당은 주제 소크라트스를 총리로하는 단독 정부를 구성했었다. 총리선출은 2005년 2월 20일 있었다. 당시 사회당은 역사상 최초로 과반수의석을 확보했었다(230석중 120석). 오랫동안 포르투갈 대통령을 역임한 조르즈 삼파이우도 사회당의 당원이었다.
2009년 실시된 유럽의회 선거에서 사회당은 사민당에 패하지만, 이어 실시된 총선에서 사회당이 근소한 차이로 승리하면서 재집권한다.
2011년 재정위기가 포르투갈에 영향을 주면서 소크라트스 정부는 재정감축정책을 실행한다. 2011년 3월 23일 야당 전체가 정부안에 반대하자, 소크라트스는 즉각 사임하고, 의회해산과 재선거 실시를 선언한다.
2011년 6월 5일 실시된 선거에서 사회당은 28.1% 득표에 그쳐 사민당에 10%가량 뒤지게 된다. 이후 사민당은 인민당과 연정을 구성한다. 소크라트스는 1987년 이래 최악을 선거 결과를 얻자 즉각 당직에서 사임했다.
하지만 2013년 지방 선거에서 40%에 가까운 득표율을 얻어 집권 여당인 사민당을 누르고 승리했다. 이는 사민당의 긴축정책에 대한 국민들의 불만이 표출되었다는 평가가 있다.

## 이념
사회당은 다른 유럽 사회민주당에 비해 온건하다는 평가를 받고 있다.

### 강령
현 사회당 강령은 1986년 리스본에서 개최된 6차 당대회에서 채택됐다. 강령의 첫 장인 "기본원칙"에서 "사회당은 민주적 사회주의 속에서 국가적 문제의 해결책을 찾고, 우리시대의 사회정치적 요구에 대한 답을 찾는 포르투갈의 정치조직"이라고 정의하고 있다. 이런 입장은 2002년 12월 13차 당대회에서도 재차 확인되었으며, "민주주의의 확고한 수호"가 추가되었다.

## 조직
사회당의 당원수는 7만5천명(2003년 기준)으로 전체 유권자의 0.9%, 지지자의 2.9%에 정도에 해당해 사회적 뿌리가 튼튼한 대중정당이라 할 수 없다.
민주화 이후 초기에는 당내에 이데올로기와 인물을 따라 정파가 존재했지만, 1990년대 들어 당대표에 권력이 중집되는 경향이 나타나고 있다. 이는 일차적으로 당대표를 지낸 소아르스와 구테흐스(1992-2002)의 통합력에 기인하며, 당의 연속적 선거승리와도 관련이 있다. 또 1998년 당대표를 당원 직선으로 선출하게 된 것도 집중화에 영향을 미쳤다. 이로 인해 증간층 당지도부의 영향력을 약화되고, 중앙지도부를 권력이 집중화 됐다.

### 부분 조직
사회당의 청년 조직은 청년사회주의자(Juventude Socialista)로 각급 단위 집행위원회와 지역, 중앙당 조직 대의기관에 대의원을 파견하고 있다.
사회당 내에 여성 활동가를 위한 조직(Departamento Nacional de Mulheres Socialistas)도 있다.

### 국제 조직
사회당은 당창하던 1973년부터 사회주의 인터내셔널의 회원 정당이었다. 유럽 사회당의 일원이며, 유럽의회에서는 사회민주진보동맹(S&D)의 회원으로 활동하고 있다.

## 역대 선거결과

### 의회 선거
민주화 이후 사회당의 역대 선거 결과 및 정권 참여 정보는 아래와 같다.
| 선거년도 | 당 지도자         | 득표      | 득표율(%) | 의석수 | 정부참여      |
| -------- | ----------------- | --------- | --------- | ------ | ------------- |
| 1976     | 마리우 소아르스   | 1,912,921 | 34.89%    | 107    | 여당          |
| 1979     | 마리우 소아르스   | 1,642,136 | 27.33%    | 74     | 제1야당       |
| 1980     | 마리우 소아르스   | N/A       | N/A       | 69     | 제1야당       |
| 1983     | 마리우 소아르스   | 2,061,309 | 36.11%    | 101    | 사민당과 연정 |
| 1985     | 알메이다 산투스   | 1,204,321 | 20.77%    | 57     | 제1야당       |
| 1987     | 비토르 콘스탄시우 | 1,262,506 | 22.24%    | 60     | 제1야당       |
| 1991     | 조르즈 삼파이우   | 1,670,758 | 29.13%    | 72     | 제1야당       |
| 1995     | 안토니우 구테흐스 | 2,583,755 | 43.76%    | 112    | 여당          |
| 1999     | 안토니우 구테흐스 | 2,385,922 | 44.06%    | 115    | 여당          |
| 2002     | 페후 호드리게스   | 2,068,584 | 37.79%    | 96     | 제1야당       |
| 2005     | 주제 소크라트스   | 2,588,312 | 45.03%    | 121    | 여당          |
| 2009     | 주제 소크라트스   | 2,077,238 | 36.56%    | 97     | 여당          |
| 2011     | 주제 소크라트스   | 1,566,347 | 28.05%    | 74     | 제1야당       |
| 2017     | 안토니우 코스타   | 2,003,914 | 38.70%    | 160    | 여당          |

### 유럽의회 선거
사회당의 역대 유럽의회 선거에서 거둔 결과는 아래와 같다.
| 선거   | 투표일  | 득표수    | 득표율 | 의석 |
| ------ | ------- | --------- | ------ | ---- |
| 1987년 | 7월19일 | 1,267,672 | 22.48  | 6    |
| 1989년 | 6월18일 | 1,184,380 | 28.54  | 8    |
| 1994년 | 6월12일 | 1,061,560 | 34.87  | 10   |
| 1999년 | 6월13일 | 1,493,146 | 43.07  | 12   |
| 2004년 | 6월13일 | 1,516,001 | 44.53  | 12   |
| 2009년 | 6월 7일 | 946,818   | 26.53  | 7    |

## 주요인물

### 역대 사무총장
- 마리우 소아르스: 1973-1986
- 비토르 콘스탄시우: 1986-1989
- 조르즈 삼파이우: 1989-1992
- 안토니우 구테흐스: 1992-2002
- 페후 호드리게스: 2002-2004
- 주제 소크라트스: 2004-2011
- 안토니우 주제 세구루: 2011–2017
- 안토니우 코스타: 2017-

### 역대 총리
- 마리우 소아르스: 1976–1978, 1983–1985
- 안토니우 구테흐스: 1995–2002, 2005–2011
- 안토니우 코스타: 2017 ~

### 역대 대통령
- 마리우 소아르스: 1986–1996
- 조르즈 삼파이우: 1996–2006

## 같이 보기
- 사회당